# كوكبا (غزة)
كوكبا هي إحدى القرى الفلسطينية وكانت تسمى قديما «كوكبة الذهب»
تقع إلى الشمال الشرقي من مدينة غزة، وتبعد عنها 25 كم، وترتفع 100م عن سطح البحر. وهي قرية حديثة انشئت منذ قرن من الزمن على أرض فارغة. وتبلغ مساحة اراضيها 8542 دونماً، وتحيط بها أراضي قرى عراق سويدان، والفالوجة، وبيت طيما، وحليقات، وبرير، والمجدل. وقدر عدد سكانها عام 1922 439 نسمة، وفي عام 1945 (680) نسمة. وتشترك مع بيت طيما وحليقات في المدرسة، وبها آثار قديمة. قامت المنظمات الصهيونية المسلحة بهدم القرية وتشريد اهلها البالغ عددهم عام 48 (789) نسمة، وكان ذلك في 22/ 5/ 1948 ويبلغ مجموع اللاجئين من هذه القرية في عام 1998حوالي (4844) نسمة. أقيمت على اراضيها مستعمرة كوخاف ميخائيل [الإنجليزية] عام 1950.
تغطي أشجار الجميز وشوك المسيح الموقع. ولا تزال الطريق القديم يرى بوضوح بالإضافة إلى الحيطان المتداعية والأنقاض وذلك في جزء من الموقع تغطيه الأحراج. أما الأراضي المجاورة فيستغلها المزارعون الإسرائيليون.

## كوكبا قبل سنة 1948
كانت القرية مبنية على أرض متعرجة ذات تربة بنية اللون مائلة إلى الحمرة في السهل الساحلي الجنوبي وكانت تقع على طريق عام أنشأه البريطانيون في أثناء الحرب العالمية الثانية بمحاذاة الطريق العام الساحلي، وكان يفضي إليه ويمر عبر غزة وجولس. وكان الموقع يعرف أيام الصليبيين باسم كوكبيل. في سنة 1596, كانت كوكب التي قامت كوكبا في موقعها قرية فيها 88 نسمة. وكانت تدفع الضرائب على القمح والشعير والسمسم والفاكهة وكروم العنب.
أما القرية الحديثة فقد بنيت في أواسط القرن التاسع عشر في موقع خربة شكل مستطيل يمتد في موازة الطريق المذكور أعلاه ويتسع في اتجاه شمالي- جنوبي بمحاذاة الطريق. وكان فيها بئر وحوض إلى الشمال.
كانت كوكبا تشترك في مدرسة ابتدائية مع قريتي بيت طيما وحليقات. وكانت منازلها مبنية بالطوب والأسمنت، ومتاجرها واقعة وسط القرية وعلى الجانب الغربي من الطريق. وكان ثمة في أراضيها الشرقية مصدران للمياه: أحداهما نبع، والآخر بئر عمقها 70 متراً. وكان سكان كوكبا، وهم من المسلمين، يتعاطون الزراعة البعلية فيزرعون أيضاً عند نهاية فترة الانتداب، الفاكهة كالتين والعنب في أرضيهم كافة، عدا الغربية منها. في 1944\1945، كان ما مجموعه 8166 دونماً مخصصاً للحبوب و166 دونماً مروياً أو مستخدماً للبساتين.
كانت كوكبا تضم موقعاً أثريا فيه حوض وصهاريج وأسس أبنية وأعمدة وتيجان أعمدة محطمة وإلى الشمال منها كانت تقع خربة كمس التي أشير إلى أنها تطابق موقع كمسا الصليبي، والتي اكتشف فيها بعض الأدوات الأثرية.

## احتلالها وتهجير سكانها
كتب المؤرخ الإسرائيلي بني موريس يقول إن سكان القرية فروا غربا صوب غزة في 13 أيار\ مايو 1948، جراء تدمير قرية برير المجاورة في أثناء علمية براك (انظر البطاني الغربي، قضاء غزة). لكن ما يبدو أن بعض سكانها مكث فيها، إذا إن كتاب (تاريخ الهاغاناه) يزعم أن سكانها غادروها في تشرين الأول\ أكتوبر 1948 خلال عملية يوآف.
غير أن الحرب وصلت إلى كوكبا قبل هذه الحوادث بفترة طويلة فقد أشارت صحيفة (فلسطين) إلى وقوع اشتباك يوم 11 كانون الثاني\ يناير 1948, على الطريق خارج القرية. وقد اندلع الاشتباك حين هاجم المقاتلون العرب قافلة يهودية مسلحة، وسقط منهم قتيل في تبادل لإطلاق النار استمر ساعتين.
وثمة رواية مصرية تساند الرويات الإسرائيلية في شأن احتلال كوكبا، إذا جاء فيها أن إسرائيل احتلت القرية أول مرة في 14 حزيران\ يونيو 1948, خارقة بذلك أحكام الهدنة الأولى في الحرب. وقال الكاتب المصري محمد عبد المنعم إن سكان القرية طردوا منها آنئذ، وهو يستند في ذلك إلى الوثائق المصرية الرسمية مضيفاً أن كتيبة المشاة الثانية المصرية استعادت كوكبا في 8 تموز\ يوليو، بمساعدة من إحدى السرايا السعودية وذلك بينما كانت الهدنة الأولى تشارف على الانتهاء. ويبدو أن القرية ظلت في أيد عربية حتى نهاية الهدنة الثانية في 19-18 تشرين الأول \ أكتوبر. وقد أوردت صحيفة (نيورك تايمز)، في 20 تشرين الأول\ أكتوبر، أن الجيش الإسرائيلي أعلن سقوط كوكبا، بالإضافة إلى بيت طميا وحليقات. وهكذا فقد تنقلت القرية بين أيدي القوات المتحاربة ثلاث مرات على الأقل خلال الحرب، والمرجح أن يكون سكانها شردوا منها على مراحل.